# San Marcos – Monte do Gozo
San Marcos ist ein kleiner Ort am Rand von Santiago de Compostela in der Provinz A Coruña der Autonomen Gemeinschaft Galicien.
Bekannter und von Jakobspilgern teilweise auch für den Ortsnamen gehalten, ist der auf dem Gemeindegebiet befindliche  Monte do Gozo (Freudenberg).
Von dort aus lässt sich erstmals die Kathedrale von Santiago de Compostela und damit das Ziel der Wallfahrt sehen.

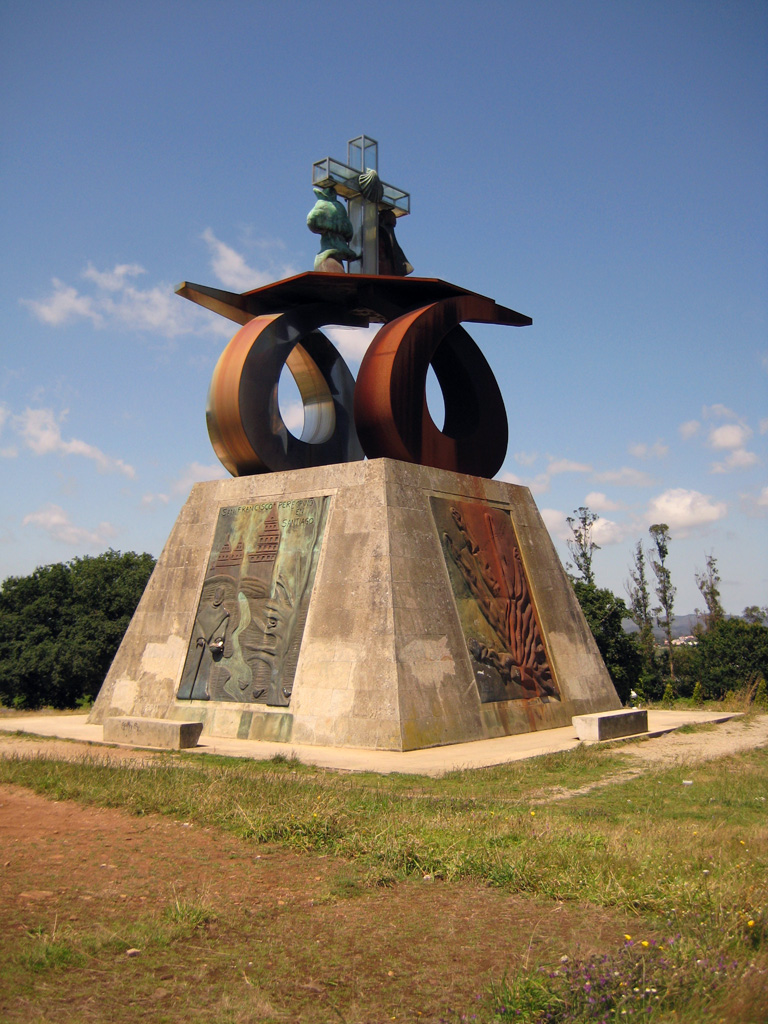
Denkmal am Monte do Gozo

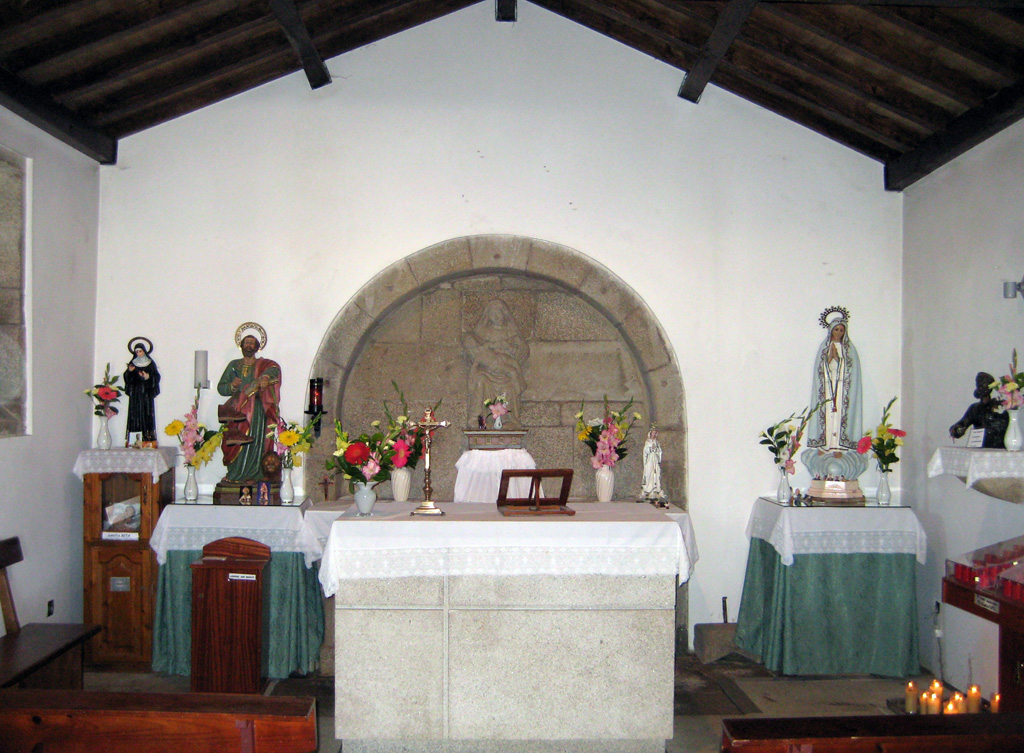
Blick in die Kapelle am Monte do Gozo

Im Jakobsbuch wird er als Mons Gaudii und Ort großer emotionaler Ergriffenheit unter den Pilgern beschrieben. Wer hier als erster einer Pilgergruppe ankam, wurde von seinen Gefährten zum Pilgerkönig ernannt, ein Umstand, der sich auch auf deutsche Familiennamen auswirkte (zum Beispiel in den Formen König, Küng, Künig). Der italienische Geistliche Domenico Laffi schildert die Ankunft am Monte do Gozo in seinem 1673 erschienenen Reisetagebuch so: 

„Als wir die Höhe eines Bergzuges mit Namen 'Berg der Freude' erreichten und das so herbeigeflehte Santiago offen vor uns liegen sahen, fielen wir auf die Knie, und die Freudentränen schossen uns aus den  Augen. Wir begannen das 'Te Deum' zu singen, aber kaum brachten wir zwei oder drei Verse hervor, denn allzu sehr unterbrachen Tränen und Seufzer unseren Gesang und ließen das Herz erzittern.“

Von hier ab gingen die Pilger früher barhäuptig und barfuß, Pferde wurden am Zügel geführt. In der aktuellen Pilgerpraxis ist das weitestgehend unüblich oder auch unbekannt. Lediglich einige wenige Pilger laufen die letzten fünf Kilometer als geistige Übung, zur gedanklichen und körperlichen Entschleunigung vor dem Erreichen des Ziels ohne Schuhe.
Auch die Sicht auf die Kathedrale ist heute durch Wald und städtische Bebauung erschwert. Mit geübtem Blick oder einem Fernglas lässt sich jedoch die Turmlaterne des Torre de Reloj (Uhrenturm) ausmachen.
Auf dem Monte do Gozo erinnert unweit der kleinen Einsiedelei ein modernes Denkmal an den Besuch von Johannes Paul II. im Jahr 1982 und setzt ihn mit der Wallfahrt des heiligen Franziskus in Beziehung. Aus Anlass des Heiligen Jahres 1993 wurde unterhalb des Hügels ein sehr großer Herbergskomplex erbaut, der heute zum größten Teil als Studentenheim genutzt wird.